# 長楕円軌道

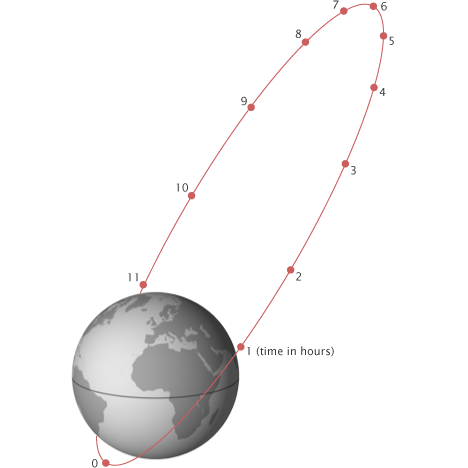
長楕円軌道であるモルニヤ軌道

長楕円軌道（ちょうだえんきどう　Highly elliptical orbit,HEO）は、人工衛星の軌道の分類の一。楕円軌道(elliptical orbit)の一種でもある。軌道離心率が大きな軌道であり、モルニヤ軌道やツンドラ軌道もこれに分類される。
このような極端な楕円軌道における衛星は、遠地点付近においては、地上からはゆっくりと移動しているように見え、観測可能時間も長くなる。また、その性質を応用し、地上の高緯度地帯においても、衛星が比較的長時間、高い仰角の位置を保つことができる。これらの特性は、通信衛星に向いており、静止軌道上の通信衛星からでは、高緯度地帯において仰角が低くなりすぎ利用できない場合があるという欠点を補える。